# Morten Hjulmand
Morten Blom Due Hjulmand, född 25 juni 1999 i Kastrup, är en dansk fotbollsspelare som spelar för Sporting Lissabon och det danska landslaget.

## Klubbkarriär
Hjulmand spelade Köpenhamns juniorlag när han 2018 blev värvad av Admira Wacker där han spelade till 2021 då han skrev kontrakt med Lecce innan han flyttade till Sporting Lissabon.

## Landslagskarriär
Hjulmand har sedan 2017 spelat i danska landslaget på juniornivå. 2023 debuterade han i danska A-landslaget och blev uttagen i den danska truppen till europamästerskapet 2024.